# Plebiscyt Tygodnika Żużlowego 2008
19. Plebiscyt Tygodnika Żużlowego na najlepszego żużlowca Polski zorganizowano w 2008 roku.

## Wyniki

### Najpopularniejsi żużlowcy
1. Tomasz Gollob - Stal Gorzów Wielkopolski
2. Jarosław Hampel - Unia Leszno
3. Wiesław Jaguś - Unibax Toruń
4. Grzegorz Walasek - ZKŻ Zielona Góra
5. Adam Skórnicki - PSŻ Poznań
6. Rune Holta - Stal Gorzów Wielkopolski
7. Damian Baliński - Unia Leszno
8. Sebastian Ułamek - Włókniarz Częstochowa
9. Krzysztof Kasprzak - Unia Leszno
10. Rafał Dobrucki - ZKŻ Zielona Góra

### Najpopularniejsi obcokrajowcy
1. Nicki Pedersen - Włókniarz Częstochowa
2. Leigh Adams - Unia Leszno
3. Jason Crump - WTS Wrocław
4. Greg Hancock - Włókniarz Częstochowa
5. Hans N. Andersen - Unibax Toruń

### Najpopularniejsi trenerzy
1. Marek Cieślak - (Polska), (WTS Wrocław)
2. Czesław Czernicki - (Unia Leszno)
3. Jan Ząbik - (Unibax Toruń)

### Inne wyróżnienia
Fair play: Tomasz Gollob - Stal Gorzów Wielkopolski)
Objawienie sezonu: Przemysław Pawlicki - (Unia Leszno)
Junior roku: Maciej Janowski - (WTS Wrocław)
Pechowiec roku: Rafał Dobrucki - (ZKŻ Zielona Góra)
Najsympatyczniejszy zawodnik: Adam Skórnicki - (PSŻ Poznań)
Działacz roku: Władysław Komarnicki - (Stal Gorzów Wielkopolski)
Najbardziej widowiskowa jazda: Damian Baliński - (Unia Leszno)
Mister elegancji: Jarosław Hampel - (WTS Wrocław)
Dętka roku: zawodnicy, którzy odmówili startu w Złotym Kasku we Wrocławiu
Impreza roku: Grand Prix Europy w Lesznie